# 星辰影業
星辰影業（英語：Star Film）是一家位於荷屬東印度（今印度尼西亞）的電影製作公司，由華裔商人楊永錫和華裔攝影師竺清賢於1940年創辦，在1940年至1941年期間共計製作了5部黑白片，其中頭兩部是楊永錫的執導作品，後三部由中國導演吳村執導，另外有四部由拉登·阿里芬或沙倫擔任編劇。這些電影為埃莉·尤娜拉等人的演藝生涯拉開序幕，但是如今很可能已經散佚。1942年，日本佔領東印度群島，星辰影業也隨之解散，未能完成最後一部電影的拍攝工作。

## 歷史
星辰影業由楊永錫和竺清賢創辦，總部位於巴達維亞的普林森蘭（今雅加達芒加勿剎）。楊氏曾在1929年和納爾遜·王一起為電影《佐那特》擔任監製，擁有製作電影的經驗，之後在星辰重操故業。竺氏來自上海，是一名攝影師，負責為星辰拍攝電影。公司第一部作品《機智鬥士伯王梭》在1941年4月上映，是一部為主演伯王梭量身定造的偵探片。伯王梭是印歐人，原名小路易斯·維克托·韋因哈梅爾，從事社會工作，很受華人社群歡迎，後來成為星辰的簽約演員。結果這部電影在票房取得佳績，為公司的擴張奠定基礎。
之後，楊氏招攬拉登·阿里芬成為星辰的編劇。阿里芬以前當過記者，人脈廣闊，因此星辰對他加入公司的消息大加吹捧，認為這是一次勝利。他只是為星辰完成了《八哥猴》一部作品，這部電影由楊永錫擔任導演兼監製，故事改編自同名的巽他族傳說，底本是M·A·薩爾門（M. A. Salmoen）在1938年改寫，然後交由圖書編譯局出版的版本。包括喜劇演員S·瓦爾迪、後來的製片人埃莉·尤娜拉在內的多名演員之後繼續為星辰效力，但是阿里芬對此並不滿意，並選擇離開公司。

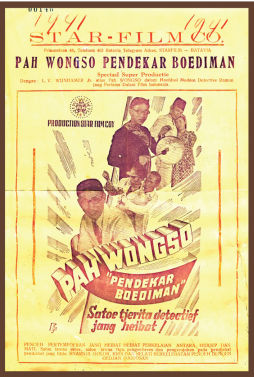
星辰第一部作品《機智鬥士伯王梭》（1940年）的宣傳海報

此後楊氏繼續擴展業務，並為星辰影業引入一張新面孔，他就是中國導演吳村。他為星辰執導的第一部作品《高利貸者》於《八哥猴》上映前開拍，講述高利貸者撕裂家庭關係的故事，結果獲得好評。星辰隨即開拍的《伯王梭蒙冤記》是《機智鬥士伯王梭》的續集，同樣由吳村執導，這部電影偏重喜劇，劇情的重心在於伯王梭、瓦爾迪和喜劇演員沙立普（Sarip）之間的互動。上述兩部電影的劇本均由新加入的沙倫編寫。
星辰下一部作品《作惡的父親》在1941年上映，是沙倫在星辰的最後一部作品，講述鄉村人馬迪曼因為迷戀「現代」女性，而在數年間失去一切的經歷，廣告認為這是「一個非常簡單，而且感人的故事」，結果同樣得到好評。公司在1941年底開拍的《一千零一夜》（1001 Malam）改編自同名阿拉伯民間故事集，在題材上和同期一些本地電影大同小異。
到了1942年初，荷蘭殖民政府担心日本会入侵殖民地，普通民众也有同样的担忧。1942年2月，電影雜誌《世界舞台與電影》（Pertjatoeran Doenia dan Film）報導稱，當地部分製片商（包括正拍攝《一千零一夜》的星辰影業）計劃遷離殖民地首府巴達維亞，另一些則計劃停產。1942年3月，日本佔領東印度群島，星辰影業隨即關閉，之後再也沒有重新開張。

## 片目
星辰影業在兩年內製作了6部電影，全部都是黑白長片，在荷屬東印度進行了大範圍公映，也有報導指出，部分作品（如《機智鬥士伯王梭》）曾經在英屬馬來亞、中國、新加坡等地上映。這些電影至少放映到1940年代後期，但如今很可能已經消失在歷史長河中。
- 《機智鬥士伯王梭》（1940年）
- 《八哥猴》（1941年）
- 《高利貸者》（1941年）
- 《伯王梭蒙冤記》（1941年）
- 《作惡的父親》（1941年）
- 《一千零一夜》（1001 Malam，未完成）

## 備註
1. ↑  原文：
2. ↑  包括陳氏影業推出的《烏木馬》（1941年）、《阿拉丁與燈神》（1941年），大眾電影攝製的《杰馬爾的寶石》（1941年），以及新爪哇工業電影公司拍攝的《拉特娜·穆圖·瑪尼坎》（在日佔時期上映）。
3. ↑  泗水有電影院在1948年6月放映《八哥猴》[21]，新加坡也有電影院在1949年11月放映《高利貸者》[22]。
4. ↑  荷属东印度的电影胶卷以非常易燃的硝化纤维制成，1952年印尼國家電影製片廠的仓库失火，大部分物品毀於一旦，後來為了消除火災隱患，所有存放老電影的硝化纖維膠片都被銷毀[23]。因此，美国视觉人类学家卡尔·G·海德推论，所有在1950年前制作的印尼电影均已散失[24]。不过，J·B·克里斯坦托在《印尼电影目录》中表示，印尼电影资料馆把好几部荷属东印度电影保存下來。印尼電影史學家米斯巴赫·尤薩·比蘭还指出，荷兰政府新闻处收藏了几部日本宣传电影，使之留存至今[25]。

## 腳註
1. ↑  Biran 2009，第233頁.
2. ↑  Biran 2009，第246頁.
3. 1 2 3  Biran 2009，第276頁.
4. ↑  Pertjatoeran Doenia dan Film 1941a, Warta dari Studio.
5. 1 2 3 4  Biran 2009，第234頁.
6. ↑  Filmindonesia.or.id, Tjioeng Wanara.
7. 1 2  Filmindonesia.or.id, Lintah Darat.
8. ↑  De Indische Courant 1941, 'Lintah Darat'.
9. ↑  Soerabaijasch Handelsblad 1941, Sampoerna Theater.
10. ↑  Filmindonesia.or.id, Pah Wongso Tersangka.
11. ↑  Pertjatoeran Doenia dan Film 1941c, Studio Nieuws.
12. ↑  WorldCat, Pah Wongso Tersangka.
13. ↑  Filmindonesia.or.id, Saeroen.
14. 1 2  Soerabaijasch Handelsblad 1942, Sampoerna-theatre.
15. ↑  Soerabaijasch Handelsblad 1942, (untitled).
16. ↑  Biran 2009，第277頁.
17. ↑  Sardiman 2008，第98頁.
18. ↑  Pertjatoeran Doenia dan Film 1942, Studio Nieuws，第18頁.
19. ↑  Biran 2009，第319, 332頁.
20. ↑  Biran 2009，第247頁.
21. ↑  Pelita Rakjat 1948, (untitled).
22. ↑  The Straits Times 1949, (untitled).
23. ↑  Biran 2012，第291頁.
24. ↑  Heider 1991，第14頁.
25. ↑  Biran 2009，第351頁.